# Levi-Civita-szimbólum
A Levi-Civita-szimbólumot a fizikai vektor- és tenzorszámításban használják. Jele {\displaystyle \varepsilon _{i_{1}i_{2}\dots i_{n}}}; értéke nulla, ha van két egyező index, egy, ha az indexek adott sorrendje páros permutáció, és mínusz egy, ha páratlan. Vagyis azt mutatja, hogy páros vagy páratlan sok csere kell-e az indexek rendezéséhez. A matematikában inkább a permutációk előjeléről beszélnek. A szimbólumot Tullio Levi-Civita (1873−1941) olasz matematikusról nevezték el. Használatos megnevezése még a teljesen antiszimmetrikus egységtenzor.

## Definíció
Az n dimenziós Levi-Civita-szimbólumnak n indexe van, amelyeket általában 1-től n-ig, de néhány alkalmazásban 0-tól n−1-ig számoznak. Így definiálják:
- {\displaystyle \varepsilon _{12\dots n}=1}.
- Két index felcserélése az ellentettjére változtatja: {\displaystyle \varepsilon _{ij\dots u\dots v\dots }=-\varepsilon _{ij\dots v\dots u\dots }}.
- A második tulajdonságból következik, hogy ha két index egyenlő, akkor értéke nulla: {\displaystyle \varepsilon _{ij\dots u\dots u\dots }=0}.

Jelben
{\displaystyle \varepsilon _{ijk\dots }={\begin{cases}+1,&{\mbox{ha }}(i,j,k,\dots ){\mbox{ az }}(1,2,3,\dots ){\mbox{ páros permutációja }}\\-1,&{\mbox{ha }}(i,j,k,\dots ){\mbox{ az }}(1,2,3,\dots ){\mbox{ páratlan permutációja }}\\0,&{\mbox{ha két index megegyezik.}}\end{cases}}}
Egy alternatív definíció ugyanazt a szorzatképletet alkalmazza, amivel a permutációk előjelét definiálják:
{\displaystyle \varepsilon _{i_{1}\dots i_{n}}=\prod _{1\leq p<q\leq n}{\frac {i_{p}-i_{q}}{p-q}}}.
Jelölje {\displaystyle N=\{1,\dots ,n\}} az 1 és n közötti egész számok halmazát! Ekkor a Levi-Civita-szimbólum értelmezhető egy {\displaystyle \varepsilon :\{\pi |\pi :N\rightarrow N\}\rightarrow \{-1,0,+1\}\subset \mathbb {R} } függvényként, ahol {\displaystyle \varepsilon (\pi )=0}, ha π nem bijektív, és {\displaystyle \varepsilon (\pi )=\operatorname {sgn}(\pi )}, ha π permutáció.

## Kapcsolat a determinánssal
Az {\displaystyle A=\left(A_{ij}\right)} {\displaystyle n\times n}-es mátrix determinánsa a következőképpen írható a Levi-Civita-szimbólummal és az Einstein-féle összegkonvencióval:
{\displaystyle \det A=\varepsilon _{i_{1}i_{2}\dots i_{n}}A_{1i_{1}}A_{2i_{2}}\dots A_{ni_{n}}\;.}
Általánosabban is teljesül az összefüggés:
{\displaystyle \varepsilon _{j_{1}\dots j_{n}}A_{j_{1}i_{1}}\dots A_{j_{n}i_{n}}=\varepsilon _{i_{1}\dots i_{n}}\det A}.
A helyére az I identitásmátrixot téve {\displaystyle A_{ij}} helyére a {\displaystyle \delta _{ij}} Kronecker-delta kerül, így mivel {\displaystyle \det I=1}, kapjuk a Levi-Civita-szimbólum következő ábrázolását:
{\displaystyle \varepsilon _{i_{1}\dots i_{n}}=\varepsilon _{j_{1}\dots j_{n}}\delta _{j_{1}i_{1}}\dots \delta _{j_{n}i_{n}}={\begin{vmatrix}\delta _{1i_{1}}&\dots &\delta _{1i_{n}}\\\vdots &&\vdots \\\delta _{ni_{1}}&\dots &\delta _{ni_{n}}\end{vmatrix}}=\det(e_{i_{1}}\dots e_{i_{n}})}.
ahol {\displaystyle \{e_{1},\dots ,e_{n}\}} a szokásos ortonormált bázis {\displaystyle \mathbb {R} ^{n}}-ben. Ez a mátrix annak a permutációmátrixnak a transzponáltja, ami a {\displaystyle {\begin{pmatrix}x_{1}&x_{2}&\dots &x_{n}\end{pmatrix}}^{T}} vektort {\displaystyle {\begin{pmatrix}x_{i_{1}}&x_{i_{2}}&\dots &x_{i_{n}}\end{pmatrix}}^{T}}-be viszi.
Innen a determinánsok szorzástételével
{\displaystyle \varepsilon _{i_{1}\dots i_{n}}\varepsilon _{j_{1}\dots j_{n}}=\det \left((e_{i_{1}}\dots e_{i_{n}})^{T}\cdot (e_{j_{1}}\dots e_{j_{n}})\right)={\begin{vmatrix}\delta _{i_{1}j_{1}}&\dots &\delta _{i_{1}j_{n}}\\\vdots &&\vdots \\\delta _{i_{n}j_{1}}&\dots &\delta _{i_{n}j_{n}}\end{vmatrix}}}.
A Laplace-féle kifejtési tétellel kapható a következő összefüggés, amely a két tenzor első k indexét kontraktálja:
{\displaystyle \varepsilon _{i_{1}\dots i_{k}i_{k+1}\ldots i_{n}}\varepsilon _{i_{1}\dots i_{k}j_{k+1}\ldots j_{n}}=k!{\begin{vmatrix}\delta _{i_{k+1}j_{k+1}}&\dots &\delta _{i_{k+1}j_{n}}\\\vdots &&\vdots \\\delta _{i_{n}j_{k+1}}&\dots &\delta _{i_{n}j_{n}}\end{vmatrix}}}.

### Három dimenzióban
A Levi-Civita-szimbólum ábrázolható a három ortogonális egységvektor vegyes szorzataként:
{\displaystyle \varepsilon _{ijk}={\hat {e}}_{i}\cdot ({\hat {e}}_{j}\times {\hat {e}}_{k})=\det \left({\begin{array}{ccc}-&{\hat {e}}_{i}&-\\-&{\hat {e}}_{j}&-\\-&{\hat {e}}_{k}&-\end{array}}\right)=:\det A}
{\displaystyle \varepsilon _{lmn}={\hat {e}}_{l}\cdot ({\hat {e}}_{m}\times {\hat {e}}_{n})=\det \left({\begin{array}{ccc}-&{\hat {e}}_{l}&-\\-&{\hat {e}}_{m}&-\\-&{\hat {e}}_{n}&-\end{array}}\right)=:\det B}
A két epszilon-tenzor szorzásában újra felhasználjuk a determinánsok szorzástételét, vagyis hogy a szorzat determinánsa megegyezik a tényezők determinánsának szorzatával. Emellett még azt is kihasználjuk, hogy a transzponálás művelete megőrzi a determinánst:
{\displaystyle {\begin{aligned}\varepsilon _{ijk}\varepsilon _{lmn}&=\det A\,\det B=\det A\,\det B^{t}=\det(A\cdot B^{t})\\&=\left|\left({\begin{array}{ccc}-&{\hat {e}}_{i}&-\\-&{\hat {e}}_{j}&-\\-&{\hat {e}}_{k}&-\end{array}}\right)\cdot \left({\begin{array}{ccc}\mid &\mid &\mid \\{\hat {e}}_{l}&{\hat {e}}_{m}&{\hat {e}}_{n}\\\mid &\mid &\mid \end{array}}\right)\right|=\left|{\begin{array}{ccc}{\hat {e}}_{i}\cdot {\hat {e}}_{l}&{\hat {e}}_{i}\cdot {\hat {e}}_{m}&{\hat {e}}_{i}\cdot {\hat {e}}_{n}\\{\hat {e}}_{j}\cdot {\hat {e}}_{l}&{\hat {e}}_{j}\cdot {\hat {e}}_{m}&{\hat {e}}_{j}\cdot {\hat {e}}_{n}\\{\hat {e}}_{k}\cdot {\hat {e}}_{l}&{\hat {e}}_{k}\cdot {\hat {e}}_{m}&{\hat {e}}_{k}\cdot {\hat {e}}_{n}\end{array}}\right|\end{aligned}}}
Így a két epszilon-tenzor szorzata felírható Kronecker-delták determinánsaként:
{\displaystyle \varepsilon _{ijk}\varepsilon _{lmn}=\left|{\begin{array}{ccc}\delta _{il}&\delta _{im}&\delta _{in}\\\delta _{jl}&\delta _{jm}&\delta _{jn}\\\delta _{kl}&\delta _{km}&\delta _{kn}\end{array}}\right|}

## Alkalmazásai

### Vektorszámítás
A háromdimenziós esetre adódik:
{\displaystyle \varepsilon _{ijk}={\frac {i-j}{1-2}}\cdot {\frac {i-k}{1-3}}\cdot {\frac {j-k}{2-3}}=-{\frac {1}{2}}(j-i)(k-j)(i-k)\equiv (j-i)(k-j)(i-k)\mod 3}
ahol {\displaystyle i,j,k\in \lbrace 1,2,3\rbrace }.
{\displaystyle \varepsilon _{ijk}} 27 értéke közül csak 6 különbözik nullától:
{\displaystyle \varepsilon _{123}=\varepsilon _{312}=\varepsilon _{231}=1,}
{\displaystyle \varepsilon _{321}=\varepsilon _{213}=\varepsilon _{132}=-1.}

A háromdimenziós Levi-Civita-szimbólum értékei jobbsodrású koordináta-rendszerben

A Levi-Civita-szimbólumok mátrixa és ...

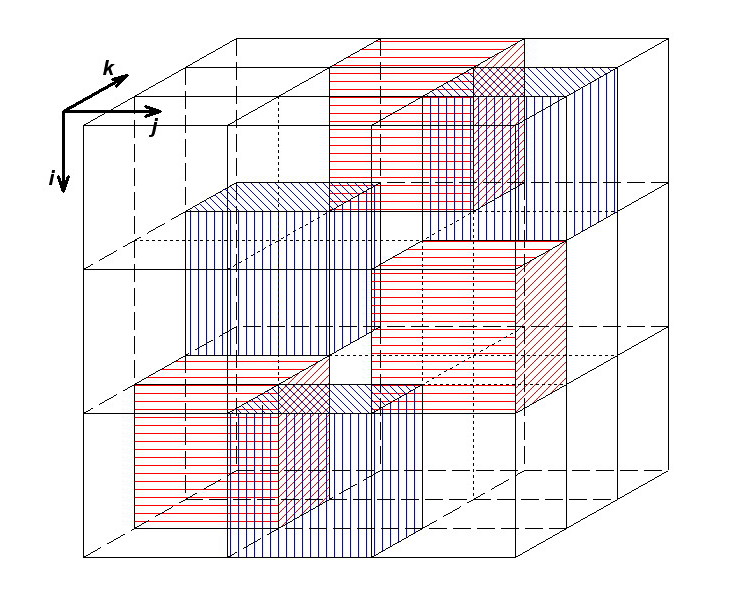
A Levi-Civita-szimbólum balsodrású koordináta-rendszerben

Ebből látszik a Levi-Civita-szimbólum invarianciája a ciklikus permutációra. Ez az invariancia azonban csak páratlan dimenzióban áll fenn, mivel páros dimenzióban a ciklikus permutáció megváltoztatja az előjelet.
A következő számpélda determinánsként ábrázolja, ami három dimenzióban vegyes szorzatként is kifejezhető:
{\displaystyle {\begin{aligned}\varepsilon _{123}&={\vec {e_{1}}}\cdot ({\vec {e_{2}}}\times {\vec {e_{3}}})\\&={\begin{pmatrix}1\\0\\0\end{pmatrix}}\cdot \left({\begin{pmatrix}0\\1\\0\end{pmatrix}}\times {\begin{pmatrix}0\\0\\1\end{pmatrix}}\right)={\begin{pmatrix}1\\0\\0\end{pmatrix}}\cdot {\begin{pmatrix}1\\0\\0\end{pmatrix}}=1\end{aligned}}}
Három dimenzióban a vektoriális szorzat a Levi-Civita-szimbólum felhasználásával:
{\displaystyle ({\vec {a}}\times {\vec {b}})_{i}=\sum _{j=1}^{3}\sum _{k=1}^{3}\varepsilon _{ijk}a_{j}b_{k}\;.}
Ha {\displaystyle {\vec {e_{i}}}} az ortonormált bázis i-edik egységvektora, akkor a fenti egyenlőség az
{\displaystyle {\vec {a}}\times {\vec {b}}=\varepsilon _{ijk}a_{j}b_{k}{\vec {e_{i}}}=\varepsilon _{ijk}a_{i}b_{j}{\vec {e_{k}}}}
alakot nyeri.
A vegyes szorzatra
{\displaystyle ({\vec {a}}\times {\vec {b}})\cdot {\vec {c}}=\varepsilon _{ijk}a_{i}b_{j}c_{k}}.
ahol a Levi-Civita-szimbólum egy térfogatképlet részévé válik, hiszen a vegyes szorzat nagysága a három vektor által kifeszített paralepidon térfogatával egyenlő.
A Levi-Civita-szimbólum a Kronecker-deltához is kapcsolódik:
{\displaystyle {\begin{aligned}\varepsilon _{ijk}\varepsilon _{lmn}&={\begin{vmatrix}\delta _{il}&\delta _{im}&\delta _{in}\\\delta _{jl}&\delta _{jm}&\delta _{jn}\\\delta _{kl}&\delta _{km}&\delta _{kn}\end{vmatrix}}\\&=\delta _{il}\delta _{jm}\delta _{kn}+\delta _{im}\delta _{jn}\delta _{kl}+\delta _{in}\delta _{jl}\delta _{km}-\delta _{im}\delta _{jl}\delta _{kn}-\delta _{il}\delta _{jn}\delta _{km}-\delta _{in}\delta _{jm}\delta _{kl}\end{aligned}}}.
Innen az Einstein-féle összegkonvencióval
{\displaystyle {\begin{aligned}\varepsilon _{ijk}\varepsilon ^{imn}&={\begin{vmatrix}\delta _{jm}&\delta _{jn}\\\delta _{km}&\delta _{kn}\end{vmatrix}}=\delta _{jm}\delta _{kn}-\delta _{jn}\delta _{km}\\\varepsilon _{ijk}\varepsilon ^{ijn}&=2\delta _{kn}\\\varepsilon _{ijk}\varepsilon ^{ijk}&=3!=6\end{aligned}}}.
Ezek a kapcsolatok segítenek a vektoriális szorzat azonosságainak levezetésében.
Az epszilon-tenzor egy {\displaystyle {\vec {a}}} vektorhoz azt a ferdén szimmetrikus A mátrixot rendeli, amire {\displaystyle A_{ij}=\varepsilon _{ijk}a_{k}}. A vektoriális szorzat tehát kifejezhető mátrixszorzatként:
{\displaystyle {\vec {a}}\times {\vec {b}}=A\cdot {\vec {b}}}
Ez a Hodge-operátor. Fizikai példa a mágneses erővektorhoz rendelt komponensek az elektromágneses mezőtenzorban. Ugyanilyen hozzárendelést kapcsolnak a pszeudovektorokhoz is.

### Relativitáselmélet
A relativitáselméletben különbséget kell tennünk az epszilon-tenzor ko- és kontravariáns komponensei között. Legyen a következőkben a metrikus tenzor szignatúrája {\displaystyle \,\eta _{ij}=(1,-1,-1,-1)} a négydimenziós Minkowski-térben! Itt az indexeket nullától háromig vesszük fel. A négyszeresen kontravariáns komponens {\displaystyle \varepsilon ^{0123}=1}. A különböző szerzők különféle előjel-konvenciókat alkalmaznak a metrikában és az epszilon-tenzorra. Az indexek szokás szerint együtt mozognak a metrikus tenzorral. Így például a négyszeresen kontravariáns komponensre
{\displaystyle \varepsilon _{0123}=\eta _{0\mu }\eta _{1\nu }\eta _{2\varrho }\eta _{3\sigma }\varepsilon ^{\mu \nu \varrho \sigma }=\det(\eta )=-1}.
Az epszilon-tenzor invariáns a {\displaystyle \Lambda } Lorentz-transzformációra:
{\displaystyle \varepsilon ^{\prime \mu \nu \varrho \sigma }=\Lambda _{\ \mu ^{\prime }}^{\mu }\Lambda _{\ \nu ^{\prime }}^{\nu }\Lambda _{\ \varrho ^{\prime }}^{\varrho }\Lambda _{\ \sigma ^{\prime }}^{\sigma }\varepsilon ^{\mu ^{\prime }\nu ^{\prime }\varrho ^{\prime }\sigma ^{\prime }}=\varepsilon ^{\mu \nu \varrho \sigma }}
Ez abból következik, hogy {\displaystyle \Lambda } determinánsa 1. Az epszilon-tenzor felhasználásával a duális elektromágneses térerőtenzor is definiálható:
{\displaystyle {\tilde {F}}^{\mu \nu }={\tfrac {1}{2}}\varepsilon ^{\mu \nu \varrho \sigma }F_{\varrho \sigma }}
Ezzel a homogén Maxwell-egyenletek is tömörebben írhatók:
{\displaystyle \partial _{\mu }{\tilde {F}}^{\mu \nu }=0}
Ha a négydimenziós Minkowski-teret a {\displaystyle 2\times 2}-es hermitikus mátrixok vektorterére képezzük le, akkor újra felbukkan az epszilon-tenzor:
{\displaystyle v_{\alpha {\dot {\alpha }}}=\sigma _{\alpha {\dot {\alpha }}}^{m}v_{m}}. Itt {\displaystyle \,\sigma ^{m}} a Pauli-mátrixok {\displaystyle \,m=1,2,3} és {\displaystyle \,\sigma _{0}=-E_{2}} az egységmátrix negatívja. Ennek megfelelő a tenzorok hozzárendelése. A metrikus tenzor két epszilon-tenzor szorzatára képeződik le:
{\displaystyle \sigma _{\alpha {\dot {\alpha }}}^{m}\sigma _{\beta {\dot {\beta }}}^{n}\eta _{mn}=-2\varepsilon _{\alpha \beta }\varepsilon _{{\dot {\alpha }}{\dot {\beta }}}}.
Ebben a formalizmusban (Van-der-Waerden-notáció) az egy indexes mennyiségek {\displaystyle \,\psi ^{\alpha }} spinorok, és az epszilon-tenzor ugyanazt a szerepet kapja a ko- és kontravariáns komponensek átszámításában, mint az {\displaystyle \,\eta _{mn}} metrikus tenzor a közönséges Minkowski-térben:
{\displaystyle \psi _{\alpha }=\varepsilon _{\alpha \beta }\psi ^{\beta }}.
A metrika szignatúrájának rendszerint a (-1,1,1,1) vektort választják. Az epszilon-tenzorra az itt szokásos választás: {\displaystyle \varepsilon ^{12}=\varepsilon _{21}=1}.

### Kvantummechanika
A kvantummechanikában a Levi-Civita-szimbólumot a forgatóimpulzus-algebra megformálására használják. Matematikai fogalmakkal a szimbólum megegyezik az {\displaystyle {so}(3,\mathbb {R} )\cong {su}(2,\mathbb {C} )} Lie-algebrák struktúrakonstansaival. A következő példa illusztrálja a Levi-Civita-szimbólum használatát ebben az összefüggésben. Az {\displaystyle {so}(3,\mathbb {R} )} Lie-algebra az {\displaystyle \mathbb {R} ^{3\times 3}}-as ferdén szimmetrikus mátrixok részalgebrájának tekinthető, vagyis ábrázolható {\displaystyle 3\times 3}-as valós mátrixokkal. Az {\displaystyle {so}(3,\mathbb {R} )} Lie-algebrát generálják a {\displaystyle T_{i}\in \mathbb {R} ^{3\times 3}}, {\displaystyle i=1,2,3} mátrixok, amikben az értékek {\displaystyle (T_{i})_{jk}=-\varepsilon _{ijk}}. Ekkor {\displaystyle [T_{i},T_{j}]=\varepsilon _{ijk}T_{k}} a generátorok kommutátorai.